# 多尔戈耶 (奥廖尔州)
多尔戈耶（羅馬化：Dolgoye）是俄罗斯奥廖尔州的市级镇、多尔戈耶区行政中心及规模最大聚居地，地处奥廖尔州东南边境，位于州府奥廖尔东南方，靠近奥廖尔州与库尔斯克州的州界；距离最近的较大城市是利夫内。镇内设有同名铁路车站。
该地2022年人口有3,853人；2010年人口4,443；2002年人口5,020；1989年人口4,330。